# Бредероде
Бредероде (на немски: von Brederode; на нидерландски: Huis Brederode; Van Brederode) е благороднически род от Холандия.
Господарите и фрайхерен (по-късно също имперски князе) фон Бредероде са през Средновековието най-знатен благороднически род на Холандия. Те произлизат от извънбрачна странична линия на холандските графове от род Герулфинги. Главната линия измира 1679 г. друга извънбрачна имперска графска линия съществува до 1832 г.
Прародител е рицар Дирк ван Тайлинген (* ок. 1180; † 1236), който става първият господар фон Бредероде. Потомците му се наричат веднага на тяхната резиденция дворец Бредероде.
Господарите фон Бредероде имат през 13 век огромно влияние. Вилхелм фон Бредероде (1156 – 1203) построява ок. 1282 г. замък Бредероде. Император Йозеф II дава на господарите фон Болсваерт титлата „имперски граф фон Бредероде“. Последният имперски граф фон Бредероде от линията Болсваерт умира през 1832 г.
Днес съществува една извънбрачна неблагордническа линия от род Бредероде, извънбрачните потомци на Райналд III ван Бредероде (1492 – 1556).